# Фторид родия(V)
Фторид родия(V) — неорганическое соединение, 
соль металла родия и плавиковой кислоты 
с формулой RhF5,
тёмно-красные кристаллы.

## Получение
- Действие фтора на нагретый родий:

{\displaystyle {\mathsf {2Rh+5F_{2}\ {\xrightarrow {500-600^{o}C}}\ 2RhF_{5}}}}
- Действие фтора на нагретый фторид родия(III)[1]:

{\displaystyle {\mathsf {RhF_{3}+F_{2}\ {\xrightarrow {400^{o}C}}\ RhF_{5}}}}
- Разложение при нагревании гексафторида родия:

{\displaystyle {\mathsf {2RhF_{6}\ {\xrightarrow {T}}\ RhF_{5}+F_{2}}}}

## Физические свойства
Фторид родия(V) образует тёмно-красные кристаллы
моноклинной сингонии,
пространственная группа P 21/a,
параметры ячейки a = 1,23376 нм, b = 0,99173 нм, c = 0,55173 нм, β = 100,42°, Z = 8,
структура типа пентафторида осмия OsF5.
Кристаллы состоят из тетрамеров [RhF5]4.